# Bernhard Trefflich

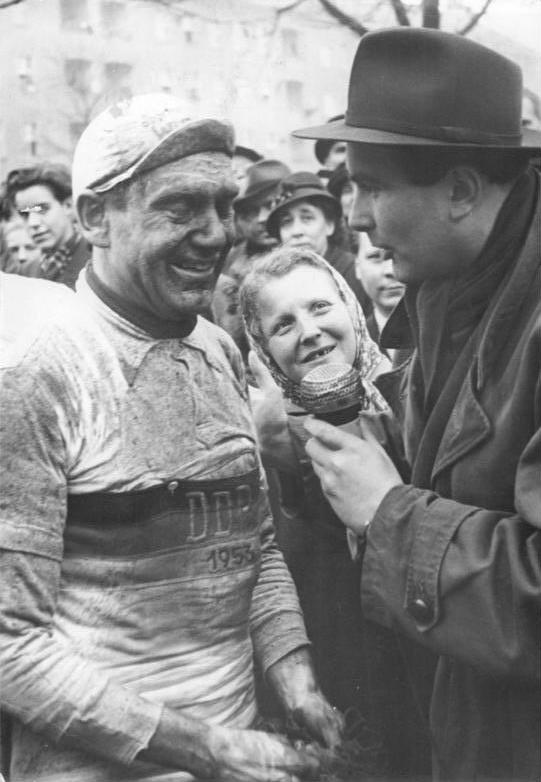
Bernhard Trefflich, Sieger des Straßenrennens Berlin–Angermünde–Berlin am 4. April 1954 im Interview mit Heinz Florian Oertel

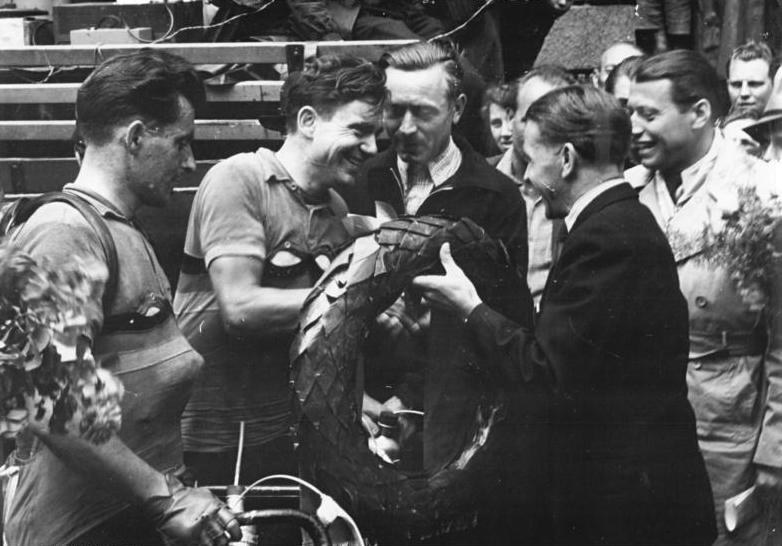
Trefflich als Sieger des ersten Laufs der DDR-Meisterschaft im Straßenfahren am 31. Mai 1953

Bernhard Trefflich (* 9. Juni 1924 in Weimar; † 15. Mai 2011) war der erste deutsche Radrennfahrer, der eine Etappe bei der Internationalen Friedensfahrt gewann.

## Vor seiner sportlichen Laufbahn
Bevor Bernhard Trefflich zu Radsport kam, hatte er bis 1938 in seiner Geburtsstadt die Volksschule besucht. Er nahm als Soldat am Zweiten Weltkrieg teil und legte 1947 die Meisterprüfung als Töpfermeister ab.

## Sportliche Laufbahn
Sein erstes bedeutendes Radrennen bestritt er 1949 als Fahrer der Betriebssportgemeinschaft (BSG) KWU Weimar bei der Ostzonen-Rundfahrt, in er den 7. Platz erreichte. Den ersten großen Sieg errang er ein Jahr später bei der DDR-Rundfahrt. Im selben Jahr gewann er auch noch das traditionelle Eintagesrennen Rund um Berlin.
1951 wechselte er zur BSG Einheit Weimar, rückte in die Radsportmeisterklasse auf und wurde in die DDR-Nationalmannschaft aufgenommen. Erstmals nahm er an dem Etappenrennen Internationale Friedensfahrt teil und belegte den 15. Platz. Bis 1954 bestritt er das damals längste internationale Etappenrennen für Amateure viermal. 1952 wurde er als bester DDR-Fahrer Neunter, 1953 gewann er für die DDR-Mannschaft erstmals eine Etappe. Bei seiner letzten Friedensfahrt 1954 ging er von Anfang an indisponiert ins Rennen und wurde als schlechtester DDR-Fahrer nur 55. Im selben Jahr bestritt Trefflich auch seine einzigen Weltmeisterschaften. Von den sechs DDR-Teilnehmern erzielte er mit Platz 49 hinter Gustav-Adolf Schur (6.) das zweitbeste Ergebnis. Neben der Friedensfahrt und der Weltmeisterschaft startete Trefflich 1956 auch bei zwei weiteren internationalen Etappenrennen. Bei der Belgien-Rundfahrt war er Kapitän der DDR-Mannschaft und gewann die Bergwertung. Bei der Jugoslawien-Rundfahrt gewann er die Gesamtwertung. Cottbus–Görlitz–Cottbus konnte er ebenfalls 1956 für sich entscheiden.
Auf nationaler Ebene wechselte Trefflich 1953 von Weimar zur BSG Wismut Karl-Marx-Stadt. In diesem Jahr wurde er DDR-Meister im Einzelstraßenrennen und im Mannschaftszeitfahren. Nach seinem Sieg bei der DDR-Rundfahrt 1950 startete er bis 1955 noch bei weiteren vier DDR-Rundfahrten, bei denen er 1953 und 1954 mit jeweils vierten Plätzen erfolgreich war. 1954 bestritt er das Amateurrennen der UCI-Straßen-Weltmeisterschaften und wurde auf dem 25. Rang klassiert.
1955 wurde die Radsportsektion der BSG vom SC Wismut Karl-Marx-Stadt übernommen. Bis zum Ende seiner Sportlerlaufbahn gewann Trefflich noch mehrere DDR-Straßenrennen: 1951 den Großen Preis der Lausitzer Rundschau über 200 Kilometer, 1954 Berlin–Leipzig, Berlin–Angermünde–Berlin und Rund um Belvedere (auch 1949), 1955 Rund um das Vogtland, 1956 das Cottbuser Dreieckrennen, Rund um die Wartburg, Rund um die Altmark und Rund um die Kalibergwerke. Seinen letzten nationalen Sieg errang er 1957 beim Rund um Görlitz. 1958 beteiligte sich Trefflich zwar noch an der DDR-Rundfahrt und an der DDR-Straßenmeisterschaft, kam aber nicht mehr unter die Top 20. Sein bestes Ergebnis erzielte er mit Platz acht beim Großen Diamant-Preis. In der 9-Provinzen-Rundfahrt holte er einen Etappensieg.
Nach der Teilnahme am Straßenrennen Berlin–Leipzig und am Erich-Schulz-Gedenkrennen 1959 beendete Trefflich seine Radsportkarriere. Er wurde mehrfach als „Meister des Sports“ ausgezeichnet.

## Nach seiner sportlichen Laufbahn
Nachdem Trefflich Angebote, als Trainer der DDR-Radsport-Nationalmannschaft zu arbeiten, ausgeschlagen hatte, arbeitete er wieder als Ofensetzer in Weimar. Aus politischer Überzeugung verließ er die DDR und lebte zuletzt in Hannover-Wettbergen.